# ريان دان
ريان ماثيو دان (11 يونيو 1977 - 20 يونيو 2011) (بالإنجليزية: Ryan Matthew Dunn)‏ مقدم برامج تلفزيون الواقع جاكاس (بالإنجليزية: Jackass)‏ في الولايات المتحدة الأمريكية

## الحياة الشخصية

### إصابته في عام 2006
أثناء تصوير المشاهد الأخيرة من البرنامج جاكاس أصيب دان بإطلاق النار في كتفه.

### وفاة
توفي ريان دان في حادث سير مروع وقع يوم الاثنين صباحاً في تاريخ 20 من شهر يونيو لعام 2011. وقال الشرطة المحلية لولاية فيلاديلفيا بان سيارة ريان قد اصتدمت بشجرة واشتعلت فيها النيران. وأرجعت وكالات الأنباء الفنية الأمريكية ان سبب الحادث هو الإفراط في شرب الكحول.

## وصلات خارجية
- الموقع الرسمي (بالإنجليزية)
- ريان دان على موقع IMDb (الإنجليزية)
- ريان دان على موقع روتن توميتوز (الإنجليزية)
- ريان دان على موقع ألو سيني (الفرنسية)
- ريان دان على موقع ميوزك برينز (الإنجليزية)
- ريان دان على موقع أول موفي (الإنجليزية)
- ريان دان على موقع قاعدة بيانات الأفلام السويدية (السويدية)
- ريان دان على موقع إن إن دي بي (الإنجليزية)
- ريان دان على موقع ديسكوغز (الإنجليزية)
- ريان دان على موقع قاعدة بيانات الفيلم (الإنجليزية)
- ريان دان على موقع كينوبويسك (الروسية)

 (بالإنجليزية)